# Mézga Aladár különös kalandjai (televíziós sorozat)
A Mézga Aladár különös kalandjai 1973-ban futott magyar televíziós rajzfilmsorozat, amelyet a Pannónia Filmstúdió készített 1972-ben. A Mézga család főszereplésével három különböző sorozat készült, amelyek közül ez a második. (Az első az Üzenet a jövőből – A Mézga család különös kalandjai, 1969, a harmadik a Vakáción a Mézga család, 1978.)

## Ismertető
|  | Alább a cselekmény részletei következnek! |

A történet szerint Aladár éjszakánként saját készítésű űrhajójával (és beszélni, olvasni tudó kutyájával) minden részben más-más bolygóra utazik. Űrhajójuk neve Gulliverkli 5: a névadással Gulliver felfedezőre és az űrhajótárolásra használt hegedűtokra utalva. A sorszám pedig annak eredménye, hogy az első négy modell megalkotása kudarccal végződött (mindez a sorozat főcímében látható: az első űrhajó irányíthatatlan volt, a másodiknak az alapanyaga elfüstölt, a harmadiknak elégtelen volt a hajtóanyaga, a negyedik pedig indításkor felrobbant). A sorozatok egyes részeiben Aladár elszökik otthonról, és minden alkalommal újabb és újabb bolygót fedez fel. A bolygókon tett látogatások során Aladár gyakran tapasztal olyan problémákat, amelyekkel ő maga is szembesül a Földön, s ezekből általában sokat tanul (pl. amikor Aladár a Musicanta nevű bolygóra utazik, megtanulja, hogy a zene hallgatása gyógyír, de ugyanakkor méreg is lehet az ember számára, ha mértéktelenül hallgatja, így később már ő maga figyelmezteti erre a szüleit, amikor ők is hasonlóképpen tesznek. Egy másik példa: a későbbiekben Aladár a Luxuria nevű bolygón azt a felfedezést teszi, hogy túlzott lustálkodás nem egészséges a szervezetnek, így hogy tegyen ez ellen, odahaza szorgos hólapátolásba fog.)
Az utolsó részben (az antivilágban) kidurran a Guliverkli. Aladár és Blöki úgy tudtak visszajutni a Földre, hogy Aladár fején egy antigravitációs sisak volt, Blökin pedig volt egy öv. Ennek ellenére az epizód úgy ér véget, hogy Aladár Blökivel együtt az ágyában ébred fel, ám a sorozat nem ad rá egyértelmű utalást, hogy a két űrutazó utolsó kalandja valóban megtörtént, vagy talán csak álom volt...
|  | Itt a vége a cselekmény részletezésének! |

## Alkotók
- Rendezte: Nepp József, Ternovszky Béla
- Társrendezők: Gémes József, Jankovics Marcell, Koltai Jenő, Temesi Miklós
- Írta: Nepp József, Romhányi József
- Dramaturg: Komlós Klári
- Zeneszerző: Deák Tamás
- Operatőr: Bacsó Zoltán, Kiss Lajos, Nagy Csaba, Neményi Mária
- Hangmérnök: Bársony Péter
- Vágó: Hap Magda
- Lektor: Lehel Judit
- Háttér: Kaim Miklós, Magyarkúti Béla
- Rajzolták: Agócs Zsuzsanna, Apostol Éva, Bakai Károlyné, Balanyi Károly, Bánki Katalin, Bélay Tibor, Borókai Edit, Cser Tamásné, Csonka György, Dékány Ferenc, Dizseri Eszter, Dr. Székely Gáborné, Fellner István, Fillenz István, Foky Emmi, Gáspár Imre, Gémes József, Gili Etelka, Hangya János, Hernádi Oszkár, Hernádi Tibor, Horváth Mária, ifj. Nagy Pál, Jankovics Marcell, Jenkovszky Iván, Jónák Tamás, Kaim Miklós, Kálmán Katalin, Kárpáth Mária, Kaszner Béláné, Kecskés Magda, Kiss Bea, Koltai Jenő, Kovács István, Kreitz Károlyné, Kriskovics Zsuzsa, Kuzma Istvánné, Küstel Richárdné, Losonczy Árpád, Lőcsey Vilmosné, Lőrincz László, Lőte Attiláné, Madarász Zoltán, Major Józsefné, Maros Zoltán, Orbán Anna, Ökrös András, Palkó József, Palkó Pál, Radvány Ödönné, Rajkai György, Rofusz Ferenc, Rosta Géza, Somos Andrásné, Szabados Mária, Szalay Edit, Szemenyei András, Szemenyei Mária, Szombati Szabó Csaba, Temesi Miklós, Ternovszky Béla, Tóth Pál, Újváry László, Zsilli Mária
- Munkatársak: Csonka György, Gyöpös Katalin, Gyulai Líviuszné, Halla József, Juhász Ági, Kanics Gabriella, Kassai Klári, Körmöci Judit, Kovács Klára, Méhl Tibor, Németh Kálmánné, Paál Jánosné, Székely Ida, Tamási Péter, Törőcsik Jolán, Zsebényi Béla
- Színes technika: Dobrányi Géza
- Gyártásvezető: Szigeti Ágnes
- Produkciós vezető: Gyöpös Sándor, Kunz Román

- A kifestés a Pannónia Filmstúdió a Kecskeméti Film Vállalatnál készült
- Készítette a Magyar Televízió megbízásából a Pannónia Filmstúdió

## Szereplők
| Szereplő               | Hang                                                                       |
| Főszereplők            | Főszereplők                                                                |
| ---------------------- | -------------------------------------------------------------------------- |
| Mézga Géza             | Harkányi Endre                                                             |
| Mézgáné Rezovits Paula | Győri Ilona Izsmán Nelly (ének)                                            |
| Mézga Kriszta          | Földessy Margit                                                            |
| Mézga Aladár           | Némethy Attila                                                             |
| Blöki                  | Szabó Ottó                                                                 |
| Dr. Máris Ottokár      | Tomanek Nándor                                                             |
| Epizódszereplők        |                                                                            |
| TV-bemondók            | Egressy István (2. részben) Kern András (6. részben)                       |
| Testőrgép              | Bánhidi László                                                             |
| Kisöreg                | Kőmíves Sándor                                                             |
| Fekete szirén          | Kőmíves Sándor                                                             |
| Sligovici              | Farkas Antal (1. hang, 8. részben) Raksányi Gellért (2. hang, 11. részben) |
| Izolária               | Schubert Éva                                                               |
| Néptömeg               | Csákányi László                                                            |

További magyar hangok: Alfonzó, Czigány Judit, Csurka László, Farkas Antal, Felföldi Anikó, Fodor Tamás, Gyenge Árpád, Horváth Pál, Kautzky József, Képessy József, Körmendi János, Kovács Klára, Rátonyi Róbert, Pálos Zsuzsa, Pártos Erzsi, Pathó István, Seress János (Numero 1), Somogyvári Rudolf, Suka Sándor, Tordy Géza, Tyll Attila, Vay Ilus

## Epizódok
| # | Cím              | Rendező                                    | Premier           | Gyártási szám |
| --- | ---------------- | ------------------------------------------ | ----------------- | ------------- |
| 1. | Második dimenzió | Nepp József, Gémes József                  | 1973. január 7.   | 01 / 73-01    |
| Paula kétségbe van esve, hogy Aladár elidegenedik a családjától, amit Géza nem talál vészesnek, hiszen kamasz, és fiatal korában ő is sokat kísérletezett. Hogy lefoglalja valamivel, Paula egy hegedűt vett neki, hogy játsszon azon, nem tudva, hogy a hangszer tokjába Aladár az űrhajóját tette. Mikor első útjára indulna a Gulliverklivel és egy kísérleti egérrel, rajtakapják őket, ezért otthon kellene maradniuk. Aladár ekkor kitalálja, hogy Blöki hegedüljön helyette, hogy ő megszökhessen. El is indul, de útja során nekiütközik egy furcsa, kétdimenziós bolygónak, ahol életet talál. A kétdimenziós humanoid lények eszperente nyelven beszélnek, kivéve Eszes mestert, aki a fejedelem parancsa ellenére az "e" hangon kívül más magánhangzókat is használ, ami felségárulás. Börtönbe vetik, ahonnét Aladár a zseblámpája segítségével csalja a bolygó szélére, onnan pedig egy papírlapra. Űrhajóján háromdimenzióssá alakítja őt, akinek viszont így már nem tetszik annyira a dolog, és ki akarja katapultálni valamennyiüket az űrbe. Szorult helyzetéből az egér menti meg. |                  |                                            |                   |               |
| 2. | Mesebolygó       | Nepp József, Jankovics Marcell             | 1973. január 14.  | 02 / 73-02    |
| Aladár és Kriszta folyton marják egymást. Géza megbünteti Aladárt, aki Blökivel űrutazásra indul. A tévében bejelentették, hogy csillagászok egy új bolygót fedeztek el, így arra veszi az irányt. Az égitesten minden édességből van, Aladár pedig egy apró tündért fog a kezével. Egy mézeskalácsházhoz érnek, ahol vizet szeretnének kapni, de a kútban csak tömény málnaszörp van. A kunyhó tulajdonosa, egy öregasszony, Jancsinak és Juliskának hívja őket, és meg akarja sütni őket, épp mint a mesében. Sikeresen megmenekülnek, ezután találkoznak az igazi Jancsival és Juliskával, majd megmentenek egy királylányt a sárkánytól, akit elrabol egy óriás. Megmentésére megérkezik egy királyfi a lován, a beszélő paripa pedig visszaviszi őket az űrhajóhoz. Ott várja őket egy törpe, aki hálából, amiért Aladár elengedte a tündért, teljesíti egy kívánságát. Ő azt kéri, oldja meg a büntetőfeladatot helyette – amit meg is tesz, csakhogy ahelyett, hogy hetvenhétszer egymás alá írná a szöveget, egymásra írja azokat. |                  |                                            |                   |               |
| 3. | Dilibolygó       | Nepp József, Ternovszky Béla               | 1973. február 4.  | 03 / 73-05    |
| A Mézga család cirkuszba indul, Aladár kivételével, aki inkább otthon marad. A valóságban ismét űrutazásra indul, és egy olyan bolygón köt ki, ahol a legfurcsább idétlenségek történnek meg. A Gulliverkli egyik fúvókáját szétlövik, amit pótolni kellene. Miután Blökit útszéli stoppolásuk közben elrabolják, Aladár kénytelen utánamenni egy városba. Aladár nyomába szegődik egy ember-kutya hibrid: mint kiderül, ezen a bolygón az emberek beleőrültek a jólétbe, és ezek a hibridek az egyetlen normálisan viselkedő, a rendfenntartásért felelős lények. Aladárt kémnek nézik, ahonnét Blöki menti meg – őt ugyanis, mivel beszélő kutya, a kémelhárítás befogadta és nekik dolgozik. Mielőtt elhagynák a bolygót, egy teknőspáncél felhasználásával készítenek új fúvókát. |                  |                                            |                   |               |
| 4. | Masinia          | Nepp József                                | 1973. január 21.  | 05 / 73-03    |
| Aladár egérfogót készít Gézának, rögtön utána pedig elindul az űrbe, ugyanis üzemanyagnak valót kell gyűjtenie a kisbolygó-övezetből. Miközben gyűjtöget, egy ismeretlen, furcsa gép, amelyik távirati stílusban kommunikál, magával viszi őt Masiniára, egy olyan bolygóra, ahol a gépek az urak, az emberek pedig az ő szerszámaik. Aladárt és Blökit is gépnek nézik, és különféle próbatételek útján meggyőződnek róla, hogy valóban azok is. Magában a 01 névre hallgató elnök-gépben kapnak szállást, ahol Blöki kisebb kutakodás után rábukkan két öregemberre, Satura és Gyalura, akiket már nem használnak. Elmondják, hogy hajdanán az emberek voltak az urak, mígnek a gépek át nem vették a hatalmat. Miközben Aladár érkezése okán ünnepi üzemzavart rendeznek a tiszteletére, Blöki bejuttatja őt 01-be, ahol megkeresik az elnök-gép vészleállítóját és felszabadítják az embereket. Satu és Gyalu csak egyvalamit kérnek cserébe: azt a csavarhúzót, amivel leállította a gépet. |                  |                                            |                   |               |
| 5. | Musicanta        | Nepp József, Gémes József, Ternovszky Béla | 1973. március 25. | 06 / 73-12    |
| Az otthoni nagy ricsajban Aladár képtelen bármit csinálni, ezért úgy dönt, elindul Blökivel valami nyugodtabb helyre. A Nap felé mennek, amikor is egy napkitörés kimozdítja őket a pályájukról, így az utolsó pillanatban veszik észre, hogy szembejön velük egy bolygó. Leszállnak, de a Gulliverklit meg kellene bütykölni. Míg használható eszköz után kutakodik, Blökit elkapják a bolygó lakói, akik kizárólag énekelve kommunikálnak és versenyzongorákkal közlekednek. Aladár utánuk iramodik és eljut a városukba, ahol éktelen ricsaj van: ahány ember, annyiféle hangszert szólaltat meg egyszerre, és még az épületek is zenélnek. Aladárt a direktor elé viszik, aki börtönbe veti, mert prózában beszél. Blöki a szomszéd cellából átássa magát hozzá, miközben földrengés tör ki. A keletkező lyukon lejutnak a föld alá, ahol kiderül, hogy egy seregnyi ember egy óriási eszközzel kopogott fel a fenti világban élőknek. Ők mind valódi muzsikusok, akik szentségtörésnek veszik a fenti ricsajt, mert úgy vélik, a csend is a művészet része, és az értő fülnek azt is szeretnie kell. Most fellázadnak és különféle eszközökkel, Aladár segítségével rohanják le a várost, hogy mindenkit elhallgattassanak. Az egyik muzsikus mondását megfogadva Aladár is átértékeli a zenéhez való viszonyát, és mikor hazaér, kikapcsolja a koncertet a tévében, miközben szülei beszélgetnek. |                  |                                            |                   |               |
| 6. | Krimibolygó      | Nepp József, Ternovszky Béla               | 1973. március 4.  | 04 / 73-09    |
| A Mézga család átmegy Máris szomszédhoz krimit nézni, Aladár viszont inkább útnak indul Blökivel. Leszállnak egy bolygón, ahol már szinte a megérkezésüket követően tüzet nyitnak rájuk. Gengszterek egy csoportja fogságba ejt egy ártatlan fiatal lányt, akivel elhajtanak. Hamarosan megérkezik a rendőrség, akiktől Aladár megtudja, hogy ezen a bolygón krimiírók vették át a hatalmat, és bizonyos ünnepnapokhoz kötődően változnak a szerepeik. Valaki vagy bűnöző, vagy rendőr, vagy áldozat, és amikor megszólal a váltást jelző harang, a szerepek felcserélődnek. Aladár a lány elfogása miatt feljelentést akar tenni, de épp ekkor történik meg a szerepcsere, és a martalócokká avanzsált egykori rendőrök elviszik magukkal a Gulliverklit. Egyetlen megoldásként felkeresik a Riadó Kiadót, ahol találkoznak a Legfőbb Íróval. Elhitetik vele, hogy a hegedűtok egy újfajta fegyver, ami nem az ezerszer elkoptatott krimi-klisé, amit mindig meg kell írnia. Ily módon trükkösen szerzik vissza az űrhajót és tudnak visszatérni a Földre. |                  |                                            |                   |               |
| 7. | Varia            | Nepp József, Gémes József, Ternovszky Béla | 1973. március 18. | 07 / 73-11    |
| Géza és Máris szomszéd sakkoznak. Máris megjegyzést tesz arra, hogy Aladár egyfolytában hálóingben mászkál otthon, ezután Aladár nem csinálja meg Kriszta házi feladatát a kétismeretlenes egyenlettel, mondván délután együtt volt az utcán két ismeretlennel. Géza ezt rendkívül viccesnek találja, de Paula és a jelenlévő Máris szomszéd hatására meg kell büntetnie a fiát. Ő bezárkózik, így abban maradnak, hogy az éhség majd kihozza. Közben Aladár ismét űrutazásra indul, és egy olyan bolygóra mennek, amit Blöki fedezett fel. Különlegessége, hogy egyfolytában változttaja az alakját. Leszállást követően eltűnik a Gulliverkli a folyton változó világban, így meg kell keresniük. Megtudják, hogy egy bizonyos diktátort kell keresniük, aki nem katonai, hanem divatdiktátor, és a bolygónak ő az egyetlen igazi élő lakója, a többiek ugyanis kipusztultak, amikor egyszer télen nyári kollekciót adott rájuk. Követeli, hogy Aladár asszisztáljon neki, amire nemet mond, majd Blöki egy hatalmas vázával teszi ártalmatlanná. Így már befolyásolni se tudja a környezetet, könnyedén elrepülhetnek a bolygóról. Otthon Aladár kimegy egy darab csontért Blökinek a konyhába, Géza előtt pedig megjátssza, hogy alvajáró. |                  |                                            |                   |               |
| 8. | Rapidia          | Nepp József                                | 1973. január 28.  | 11 / 73-04    |
| Aladár ebben a tanévben huszonötödször késik el az iskolából. Hogy pontosságra szoktassa, Géza úgy dönt, megveszi Máris szomszédtól azt a vízálló karórát, amivel korábban is át akarta ejteni őket. Aladár azonban amint megkapja, szétszedi, mert az egyik rugója kell az egyik új műszeréhez. Ezután útnak indulnak az űrben, jó messzire keveredve otthonról. Egy olyan bolygón szállnak le, ami meglepően gyorsan kering a napja körül és nagyon gyorsan is forog. Odalent sem egyszerűbb az élet: az évszakok pillanatok alatt váltakoznak, minden gyorsan történik, a bolygó napja pedig csak egy szivárványszerű csík. Egy gömb alakú szállítóeszköz érkezik értük, benne egy gyerekkel, aki elviszi őket a Kisöreghez és a Nagyöreghez. Mire megérkeznek Búravárba, a bolygó egyetlen városába, megöregszik. Nagyöreg arra kéri Aladárt, mentse meg a bolygót attól, amit ősei tettek vele. Kis kutakodás után rájönnek, hogy egy vulkán belsejében végzett kísérlettel vákuumot idéztek elő a bolygó belsejében, amitől az összement, Búravár kivételével minden megsemmisült rajta, és ettől a nagy felgyorsulás. Aladár az autoszifijében található anyaggal felfújja a vákuumot, amitől helyreáll a bolygón a természetes rend, a maradék anyaggal pedig felfújja a Gulliverklit, amivel kényelmesen hazamennek. Érdekesség, hogy ebben a részben Blöki "áttöri a negyedik falat", amikor megjegyzi, hogy "gyerekek is nézik a műsort". |                  |                                            |                   |               |
| 9. | Superbellum      | Nepp József, Ternovszky Béla               | 1973. február 18. | 09 / 73-07    |
| Máris szomszéd három hétre odaadja Mézgáéknak a balatonszöszmöszi nyaralójának kulcsait – mint kiderül, nem önzetlenül, a lakóközösség busás pénzjutalomban részesíti őt azért, amiért ennek köszönhetően egy kicsit nyugtuk lesz a családtól. Mivel a kulcsok eltörnek, Aladár segítségével kell betörniük. Az éjszaka leple alatt űrutazásra indulnak, de mivel a Gulliverkli egyik fúvókája eldugult (mint utóbb kiderül, Géza horgászáshoz használt piócái másztak bele), le kell szállniuk egy bolygón, ahol azonnal tüzet nyitnak rájuk. A Superbellum felszínén halálos a radioaktív sugárzás, mindent romok és csontok borítanak. ahol már csak két, évszázadok óta üvegbúra alatt élő ember, Y tábornagy és Z zsandár-dandár tébolynagy élnek és háborúznak egymás ellen. Mivel élőlény nem maradt, így gépekkel küzdenek. Y elfogja Aladárékat és be akarja őket szervezni Z ellenében kémnek (azt már ő maga sem tudja, miért háborúznak, a háború önmagáért van). Amikor nemet mondanak, egy verembe veti őket, hogy éhhalált szenvedjenek, s ekkor váratlanul Z egyik gépe menti meg őket. Z-hez viszi őket, aki különféle sikertelen próbálkozások után úgy dönt, beveti a Piócát, a szuperfegyvert, ami az egész bolygót elpusztítja. Aladárék még időben elmenekülnek, majd amikor hazaérnek, kiderül, hogy a Mézga család nem is Máris szomszéd nyaralójába, hanem egy teljesen másikba tört be. |                  |                                            |                   |               |
| 10. | Őskorban         | Nepp József, Ternovszky Béla               | 1973. február 11. | 08 / 73-06    |
| Aladár vacsora közbeni illetlenségei megbotránkoztatják a családot, szerintük faragatlan és híján van az illemnek. Annyira felbosszantja őt a dolog, és az is, hogy Máris szomszéd leteremti, amikor véletlenül nekimegy a folyosón, hogy a következő űrutazás alkalmával hatalmas gázt ad. A Gulliverkli sebességmérője kiakad, az űrhajó pedig szemmel láthatóan a kiindulási pontnál van. A gond csak az, hogy a Földön egyetlen fényforrás sem láthat, amikor leszállnak a vaksötétben, úgy döntik, megvárják a hajnalt. Kiderül, hogy egy dzsungel kellős közepén vannak – és amikor meglátnak előbb egy óriási lepkét, majd egy rég kihaltnak hitt pithecanthropust, rádöbbennek, hogy valahogy visszakeveredhettek legalább félmillió évet a múltba. Egy mamut veszi üldözőbe őket, amit Aladár egy hatalmas sziklatömbbel terít le. Megszelídíti a majomembereket, majd amikor látja, hogy azok milyen bárdolatlanok, jó modorra igyekszik tanítani őket. Mikor azonban már éppen látható eredményt érne el, védenceit megtámadják a huliganthropusok – brutális, ám már-már arisztokratikus módon udvarias majomemberek. Aladár és Blöki ekkor lépnek le és érkeznek vissza a jövőbe, méghozzá a vacsora előttre, így Aladár a legutóbbi fiaskó helyett bemutatja, milyen illemtudó. Érdekesség, hogy a regényváltozatban (a fizika törvényeinek egyébként megfelelően) nem a múltba, hanem a jövőbe kerülnek, ahol a civilizáció valami ismeretlen okból kifolyólag barbarizálódott ennyire vissza. Valószínű, hogy a szocializmus utopisztikus felfogása miatt az eredeti történet nem ment át a cenzúrán, csak így, módosított változatban. |                  |                                            |                   |               |
| 11. | Luxuria          | Nepp József, Ternovszky Béla               | 1973. február 25. | 10 / 73-08    |
| Aladár egyszer az életben sokáig szeretne otthon heverészni és hagyni, hogy kiszolgálják. Ezzel senki nem ért egyet a családból, még Blöki sem, akit ezért kizár a szobából, és űrutazásra indul. Blöki aggódva veszi észre, hogy már egy ideje eltűnt, és az ágy alatt, a teáscsésze-készlet dobozában rejtegetett mentőkabin, a Gulliverkli 4 segítségével utána indul. Egy fura bolygóra viszi az űrhajó, ahol a boldogság kék madara elfogja őt és egy nyugágyba viszi. Luxuriára érkezett, a bolygóra, ahol minden kívánság teljesül, és amelyet sohasem hagyhat el. Blöki furábbnál furább kívánságokkal próbálja elérni, hogy valahogy megtalálja Aladárt, ami nagy nehezen sikerül is neki. A nyomukban járó robotokat kicselezve jutnak fel a tetőre, ahol megtalálják a Gulliverklit és végre elhagyhatják a bolygót. Igen ám, de a kék madár nem hagyja őket megszökni. Amikor azonban Aladár azt kívánja, hogy a fene egye meg, ez a valóságban is megtörténik, s végre haza tudnak jutni. Másnap Géza meglepve veszi észre, hogy Aladár milyen serényen lapátolja a havat. |                  |                                            |                   |               |
| 12. | Syrének bolygója | Nepp József, Ternovszky Béla, Koltai Jenő  | 1973. március 11. | 12 / 73-10    |
| Rekkenő nyáresti hőség van. Kriszta elfürdi az összes vizet, és közben eláztatja a fürdőszobát, ami miatt Máris szomszéd is megjelenik. Géza és Paula is szeretnének fürdeni, ráadásul mindketten elsőnek szeretnének menni, és kihangsúlyozzák, hogy miért ők érdemlik az elsőséget. Mivel Aladárt semmiképp sem engedik előre, úgy dönt, ő és Blöki aznap éjjel a Gulliverkli klimatizált kabinjában éjszakáznak. Csakhogy az űrhajó véletlenül elindul, és mikor észbe kapnak, már egy bolygónál járnak. A vízben landolnak és elsüllyednek – de meglepő módon tudnak a víz alatt is lélegezni. Odalent furcsa, hatalmas vázákra bukkannak, amelyekben sellőszerű lények élnek egyedül, időtlen idők óta, csak saját magukról tudomást véve, és közben monománoznak (színes kövekkel játszanak egy játékot saját maguk ellen). Aladár színes kövek ígéretével bejut az egyikhez, ám ezen felbőszül Izolália, a víz alatt élő gonosz szellem, aki a lények elkülönülése felett őrködik. Bosszújában elkezdi kivonni az oxigént a vízből és a légkörbe juttatni. Aladár megmenti mindannyiukat, akik felfedezik, hogy saját magukon kívül is léteznek hozzájuk hasonló lények. |                  |                                            |                   |               |
| 13. | Anti-világ       | Nepp József, Temesi Miklós                 | 1973. április 1.  | 13 / 73-13    |
| Paula rettentően aggódik Aladár viselkedése miatt. Takarítani akart a szobájában, de senkit nem engedett be és tiszteletlenül viselkedett – ráadásul áramot vezetett a kilincsbe, hogy amíg nincs otthon, senki ne törhesse fel a zárat. De végül csak sikerült, és Paula nekiállt rendet rakni, és ezután a megtalált hegedűtokot eladta a Gulliverklivel együtt az ócskásnak. Viselkedése miatt Géza azt a büntetést találta ki, hogy Aladárnak egy álló hónapig minden műsort meg kell néznie a tévében, amit lát. Aladár elalszik a krimi alatt, és sehogy nem tudják felébreszteni, ezért szülei az ágyába cipelik. Innentől nem teljesen egyértelmű, hogy Aladár csak álmodta vagy tényleg megtörtént az epizód cselekménye (Blöki szerint álom volt és ő azért szerepelt benne, mert álmában sem hagyja magára, viszont nem emlékezhetne így arra, ami történt). A kéményen keresztül indul útnak a megkerült Gulliverklivel, és Blökire bízza, hogy válasszon úti célt. Ezután ismét annyira felgyorsulnak, hogy a mutató kiakad, de ahelyett, hogy az időben utaznának, az űrhajó felrobban és ők a semmiben lebegve zuhannak. Egy idő után földet érnek egy furcsa tengerparton, ahol a víz a száraz, a föld pedig folyékony, a házak fejjel lefelé a földbe épültek és a pincéik vannak a felszínen, ők pedig fejjel lefelé járnak a plafonon. Egy rendőr (aki ellentétesen beszél) segít rajtuk, odaadja a sisakját és az övét nekik (ami a földön tartja őket), majd elirányítja őket a Néptömeghez, aki hátha tud segíteni nekik. A Néptömeg, aki valójában egyetlen ember felrobbant egy házat, ami alatt van egy titkos, őrzött alagút, ami elvileg a kijárat lehet. Egy csapóajtót kinyitva kizuhannak a semmibe, és attól félnek, mindketten meghalnak, ám ekkor meglátják a Földet, célba veszik, és Aladár az eseményeket követően az ágyában ébred. |                  |                                            |                   |               |

## Ifjúsági- és mesekönyvek

### Mézga Aladár különös kalandjai (regény)
| Móra Ferenc Ifjúsági Könyvkiadó (1974 / 2000) - Második dimenzió (1) - Dilibolygó (3) - Masinia (4) - Musicanta (5) - Krimibolygó (6) - Varia (7) - Rapidia (8) - Superbellum (9) - Őskorban (10) - Anti-világ (13) | Móra Ferenc Könyvkiadó (2005 / 2012) - Második dimenzió (1) - Masinia (4) - Krimibolygó (6) - Rapidia (8) - Superbellum (9) - Őskorban (10) - Anti-világ (13) |